# 428

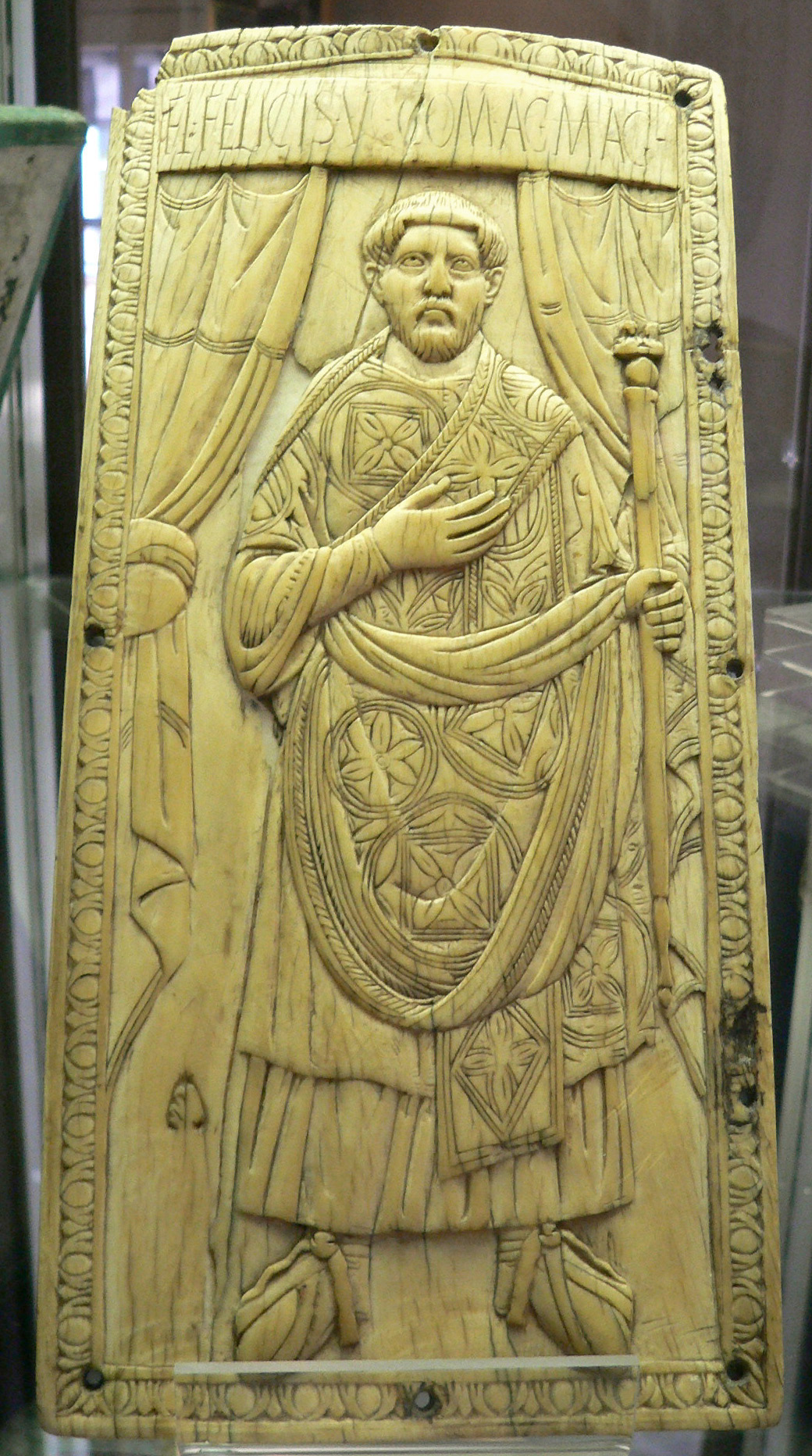
Flavius Felix, consulair diptiek uit de abdij van Saint-Junien (Frankrijk)

Het jaar 428 is het 28e jaar in de 5e eeuw volgens de christelijke jaartelling.

## Gebeurtenissen

### Brittannië
- Koning Vortigern roept de hulp in van Saksische huurlingen om zijn machtspositie te versterken in Engeland. Volgens de Historia Britonum mogen ze zich vestigen in Kent en voeren een strijd tegen de binnendringers (Ieren en Picten).

### Europa
- Geiserik (r. 428-477) volgt zijn halfbroer Gunderik op als koning van de Vandalen en Alanen. Hij breidt zijn invloedssfeer verder uit in Hispania Baetica (Zuid-Spanje).
- Frankische oorlog (428): Koning Chlodio valt Noord-Gallië binnen, bezet het Romeins territorium tot aan de Somme en houdt zich op bij Doornik (huidige België). In de loop van dat jaar trekt Flavius Aëtius met het Romeinse leger naar het noorden, overwint Chlodio en verdrijft de Salische Franken terug over de Rijn. De Limes worden herstelt.
- Flavius Aetius wordt onderscheiden door de keizerin-regentes Galla Placidia en ontvangt de generaalsrang van magister militum praesentalis.

### Afrika
- Bonifatius, gouverneur van Africa, vraagt de Vandalen om militaire steun en zet zijn bloedige opstand voort tegen het bewind van keizer Valentinianus III.

### Italië
- Flavius Felix wordt door de Senaat benoemd tot consul van het Westen. Hij is een rivaal van Bonifatius en stuurt een expeditieleger naar Noord-Afrika.

## Religie
- 10 april - Nestorius wordt benoemd tot patriarch van Constantinopel. Hij steunt de christologie van Antiochië: Maria wordt als moeder van Jezus Christus geaccepteerd, maar niet als moeder van God. Hierdoor komt hij in conflict met paus Celestinus I.

## Overleden
- Gunderik, koning van de Vandalen en Alanen
- Theodorus van Mopsuestia, bisschop en theoloog